# Stensjö, Oskarshamns kommun

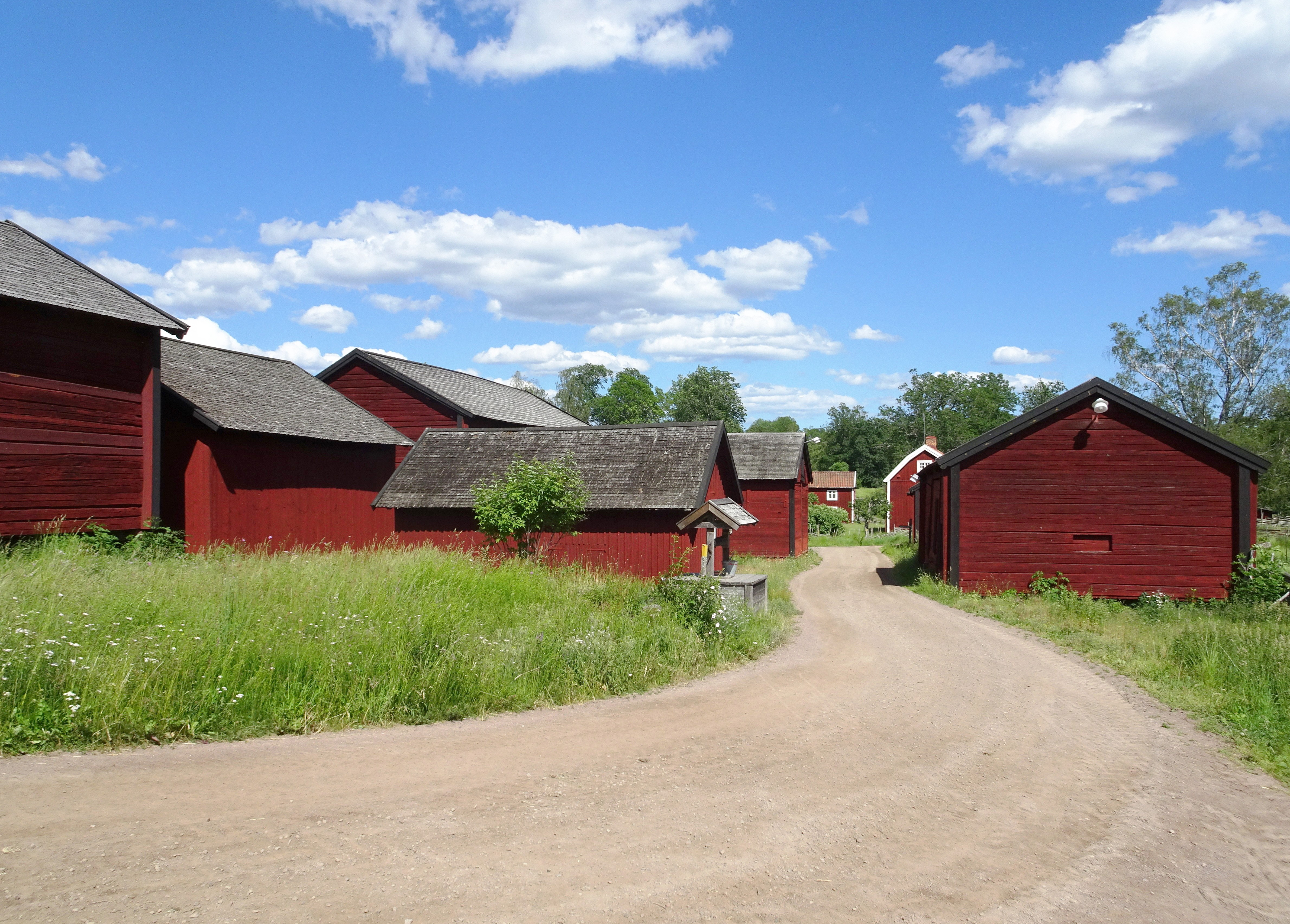
Bruksvägen genom Stensjö by från väster, juni 2019.

Stensjö är en by och ett kulturreservat i Döderhults socken, bestående av ett 30-tal kulturhistoriskt värdefulla byggnader i ett ursprungligt kulturlandskap vid sjön Stärringen cirka tio kilometer norr om Oskarshamn i Kalmar län.

## Historik

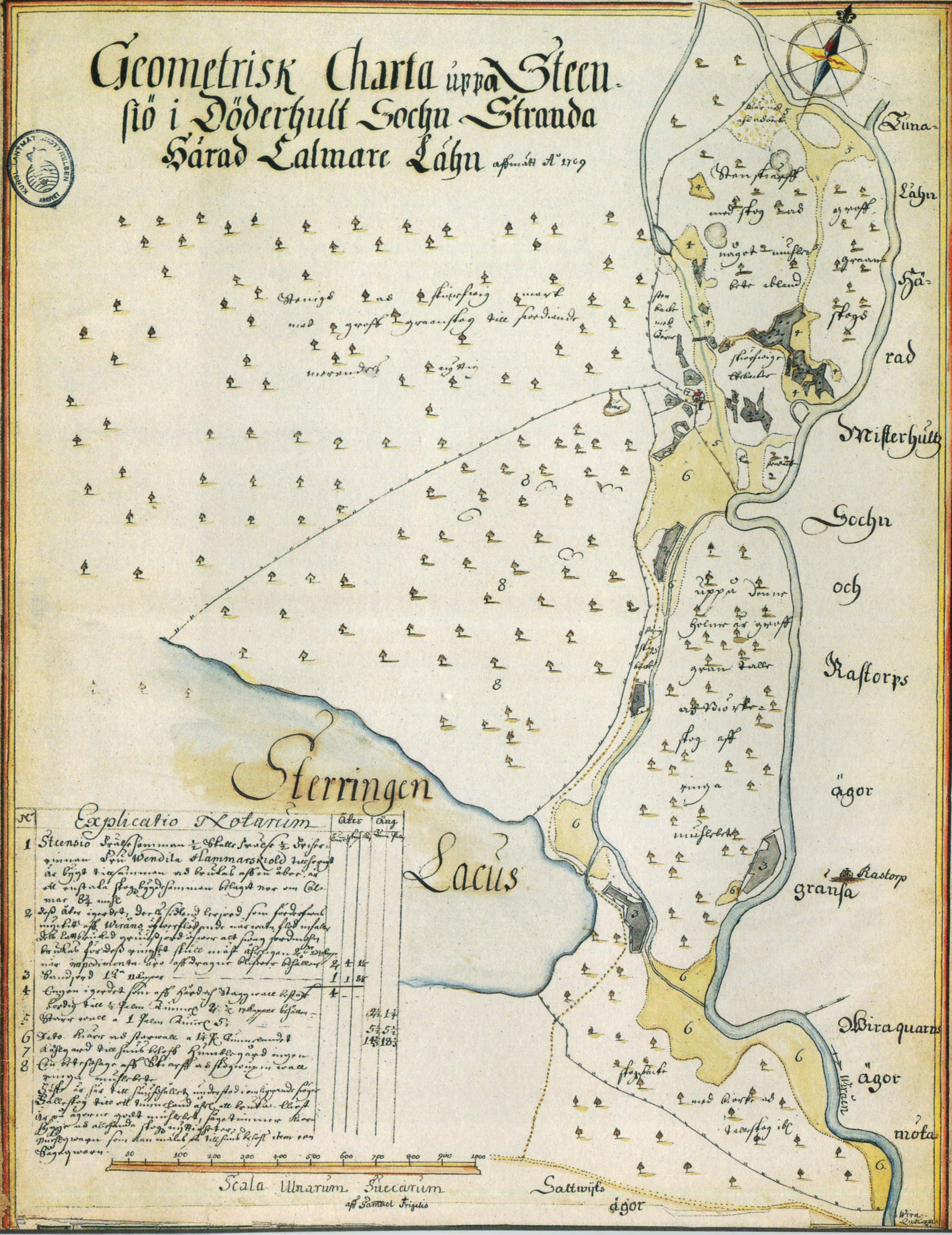
Stensjö by, karta, 1709.

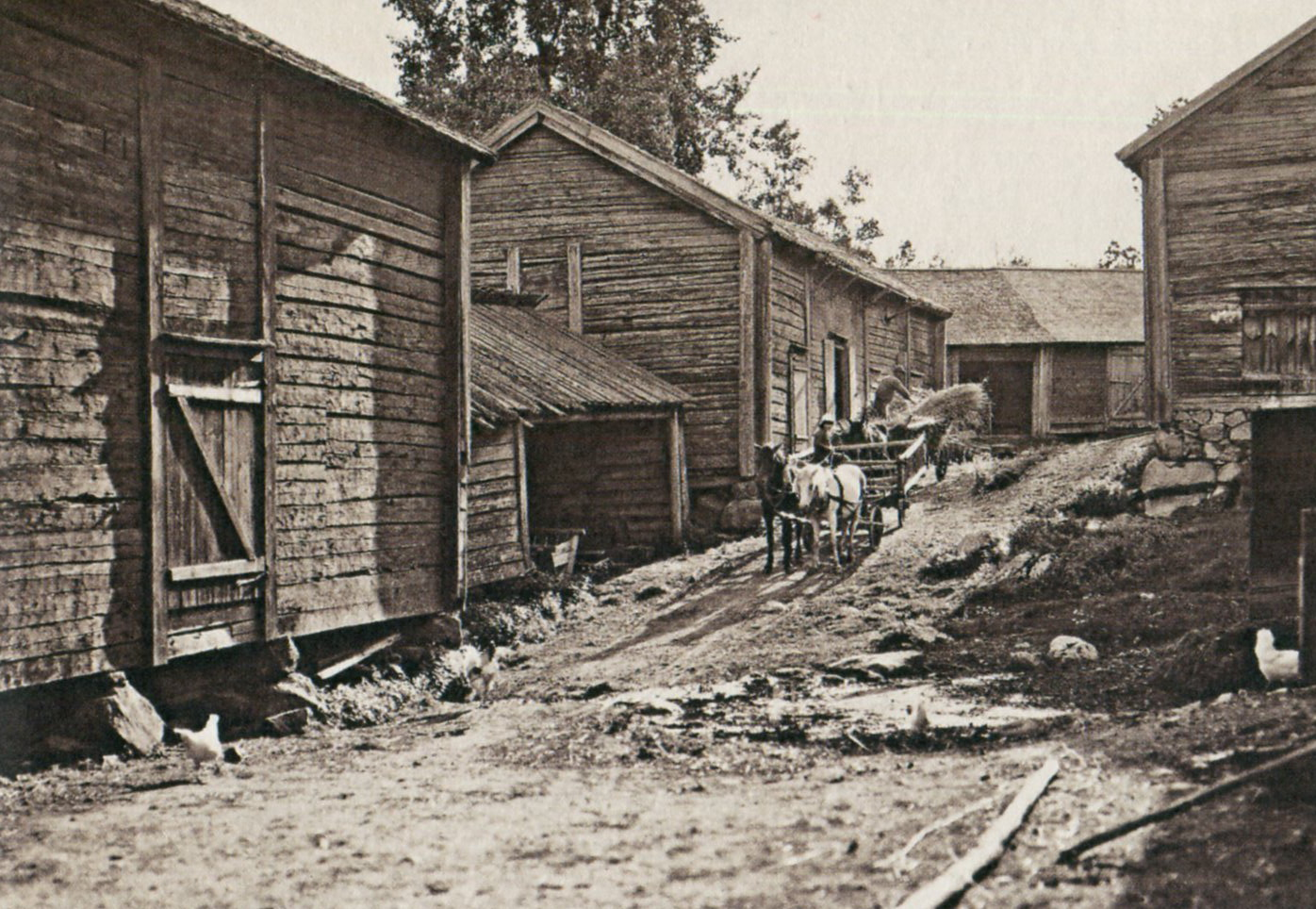
Stensjö by på 1910-talet.

Stensjö omtalas som Stenzöö (den steniga ön) i dokument första gången 1351 då en gård här upptas i testamentet efter Israel Birgersson. Området tillhörde godset Grönskog i närbelägna Fliseryds socken. Stället ärvdes senare inom Sturesläkten och kom därefter till Gustav Vasa som arv och eget. 1639 såldes Stensjö och kom då i enskild ägo till den adliga släkten Hammarskjöld. Samtidigt flyttades tomten till dess nuvarande plats. Den äldsta kända kartan över Stensjö är från 1709. Hela Stensjö ägdes då av Wendela Hammarskjöld men driften ombesörjdes av en arrendator.
Nuvarande byn uppstod efter en försäljning 1730 då den gamla gårdens ägor började klyvas (styckas). Sitt nuvarande utseende fick Stensjö by under fortsatta hemmansklyvningar under 1700- och 1800-talen. Ladorna och logarna är huvudsakligen uppförda under slutet av 1800-talet. För Stensjö fastställdes storskiftet åren 1815 till 1816. Men bönderna blev missnöjda eftersom de fick, enligt det planerade skiftet, sämre mark. Deras protester ledde till att storskiftet aldrig genomfördes. Tack vare det fick alla gårdar ligga kvar samlade mitt i byn.
Det gamla kulturlandskapet kring den oskiftade byn från 1700- och 1800-talet bevarades långt in på 1900-talet. Mindre förändringar har dock skett, tre bostadshus och tre ladugårdar har rivits under 1900-talet och en ny väg drogs fram genom byn på 1920-talet. Under slutet av 1800-talet gynnades jordbruket här av sjösänkningar och utdikningar. Under 1900-talets första hälft minskade dock lönsamheten. 1945 och 1951 lades de två sista jordbruken ned.

## Byn räddas
Det var nära att Stensjö förvandlats till en ödeby men genom Erik Stensiö (född i Stensjö by 1891) och sedermera paleontolog vid Naturhistoriska riksmuseet kunde byn med sin unika miljö räddas. Erik Stensiö, som ursprungligen hette Erik Andersson, var bror till Eugén Andersson, byns sista bonde. Erik lyckades skapa intresse för byn och dess kulturlandskap. År 1963 förvärvades stora delar av Stensjö av Vitterhetsakademien. Köpet möjliggjordes genom en frikostig donation från Gunvor och Josef Anérs stiftelse. Under nästan 30 år lät akademin renovera och restaurera bebyggelsen, vägar och gärdesgårdar av sten och trä. Det skulle bli den mest omfattande restaureringen av ett kulturlandskap som någonsin genomförts i Sverige.

## Stensjö by idag
Klungan av rödmålade hus ligger i ett ljust, öppet landskap, med vindlande smala grusvägar och långa gärdsgårdar. Några hus är öppna för besökare och i en före detta lada finns ett litet museum som berättar om livet i Stensjö by. I hagarna finns kor, får och grisar. Trädgårdarna, jordbruket och sköts av en tillsyningsman och tre anställda. Man odlar ekologiskt och på ett småskaligt sätt. Fem promenadstigar slingrar sig kring byn. Stensjö fungerade även som filmkuliss vid inspelningarna av Astrid Lindgrens Emil i Lönneberga och Barnen i Bullerbyn. Flera scener är tagna direkt i byn och andra på vägarna kring byn. Stensjö by fick i mars 2020 status som kulturreservat.

## Bildgalleri

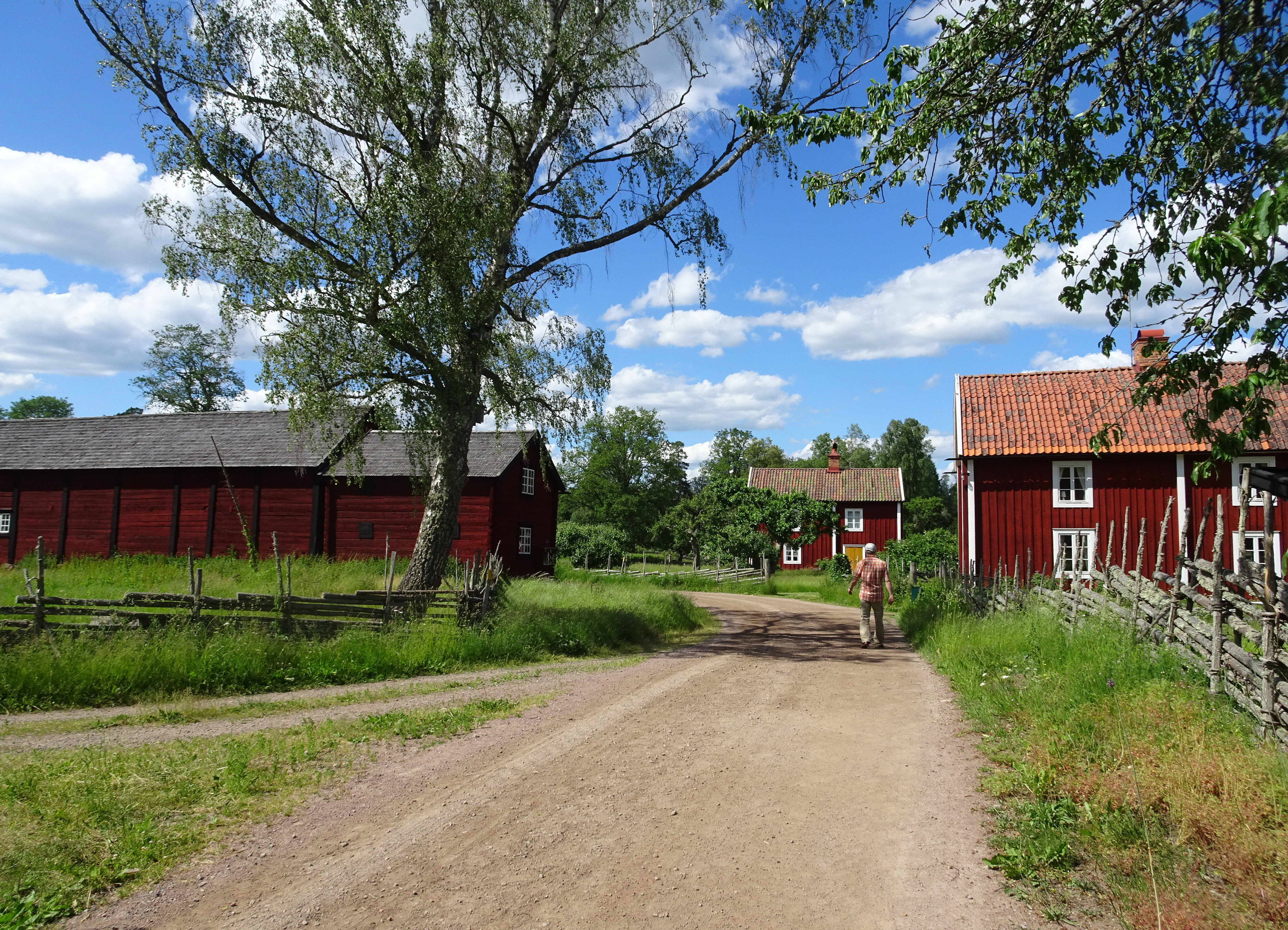
Byvägen från öster
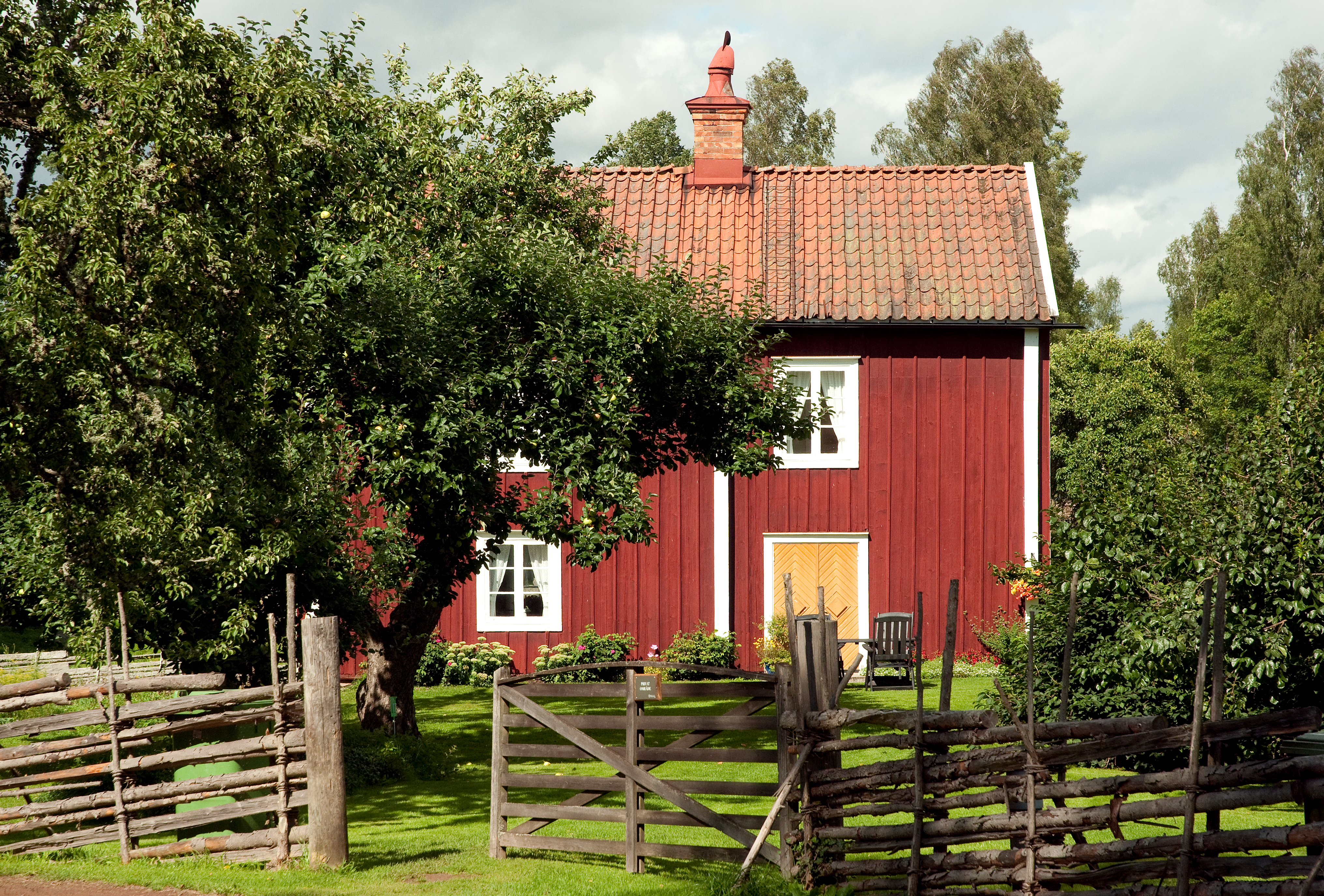
Bostadshus
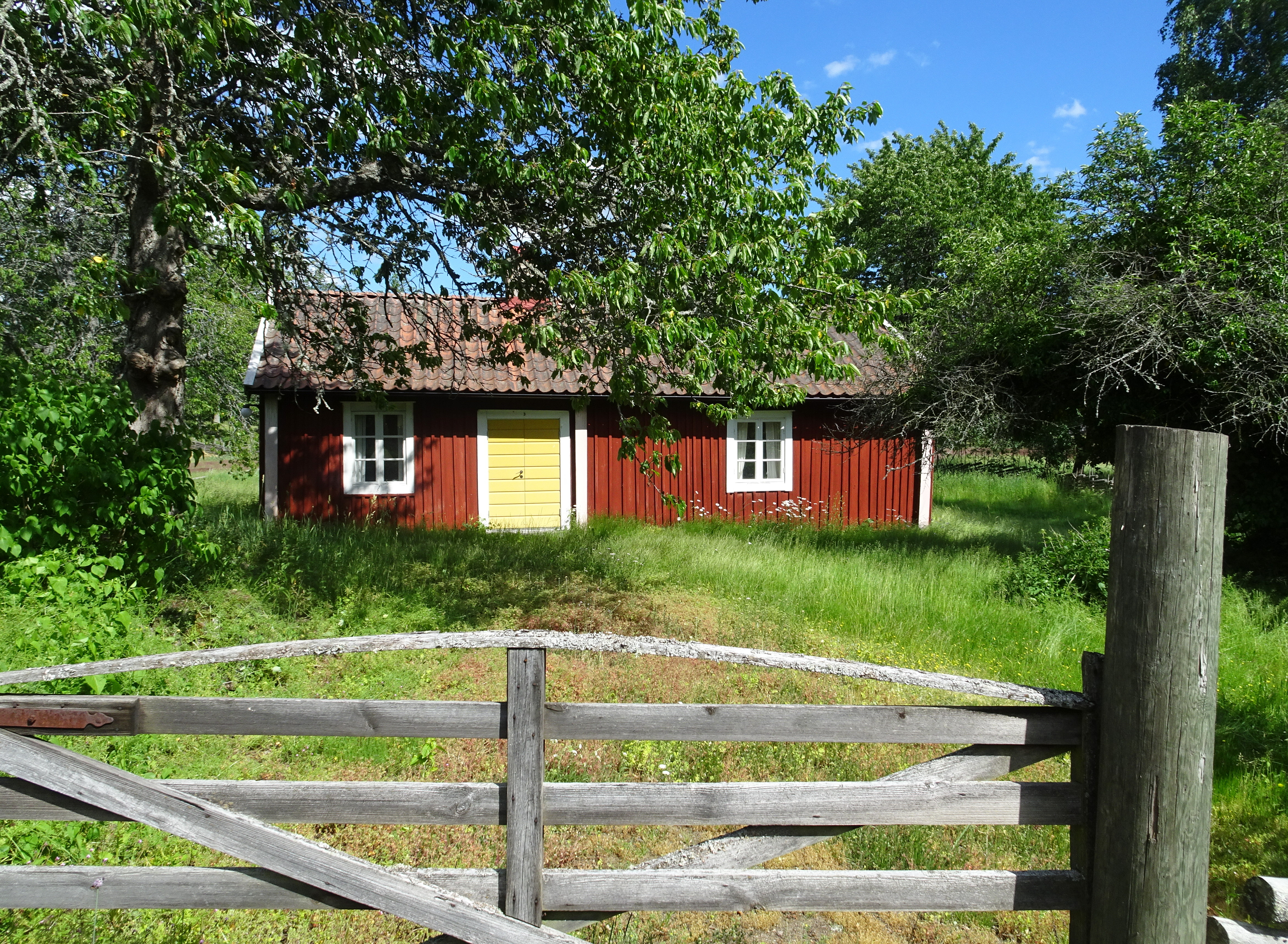
Torpet
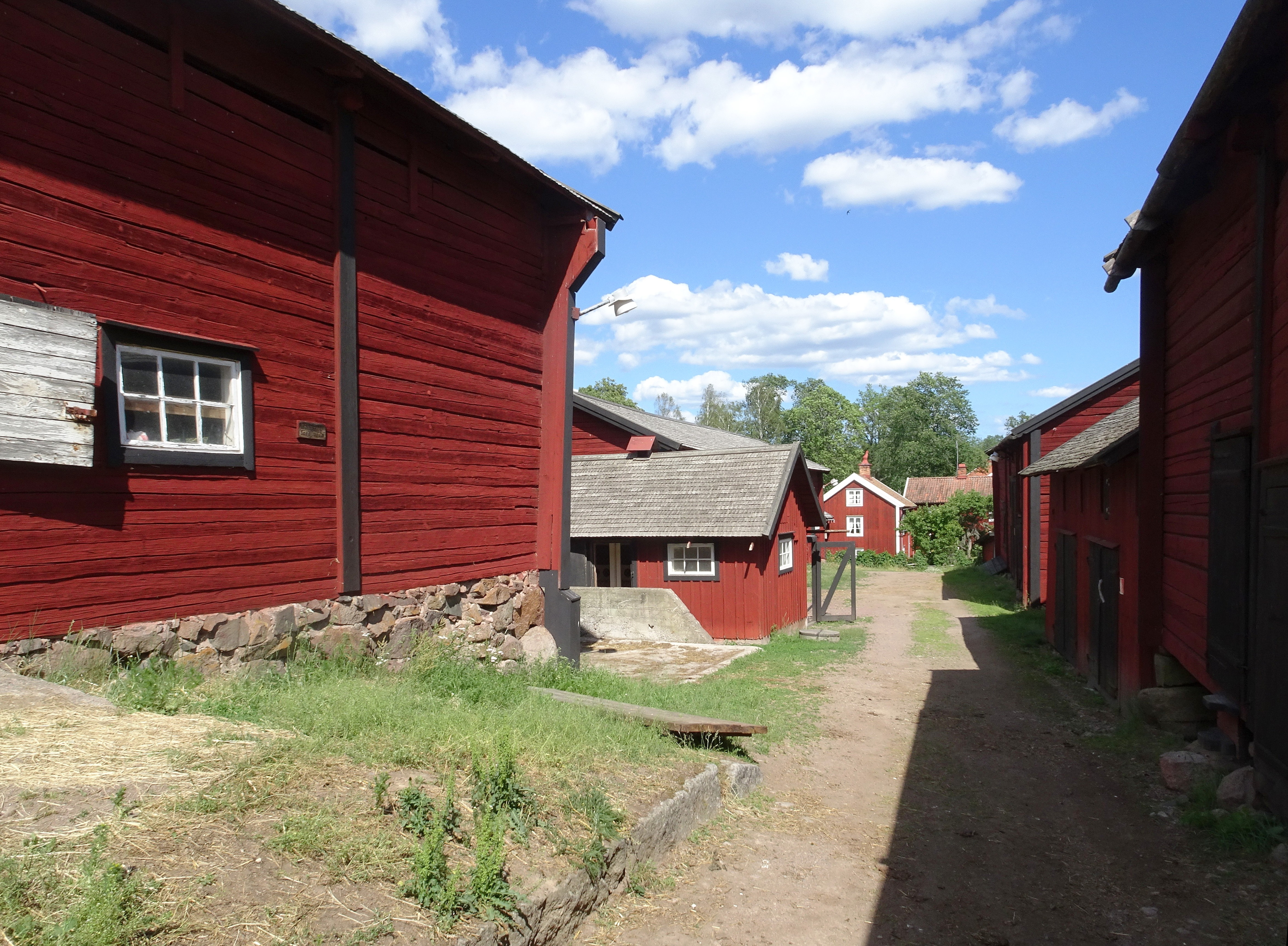
Fähus och loge ligger samlade
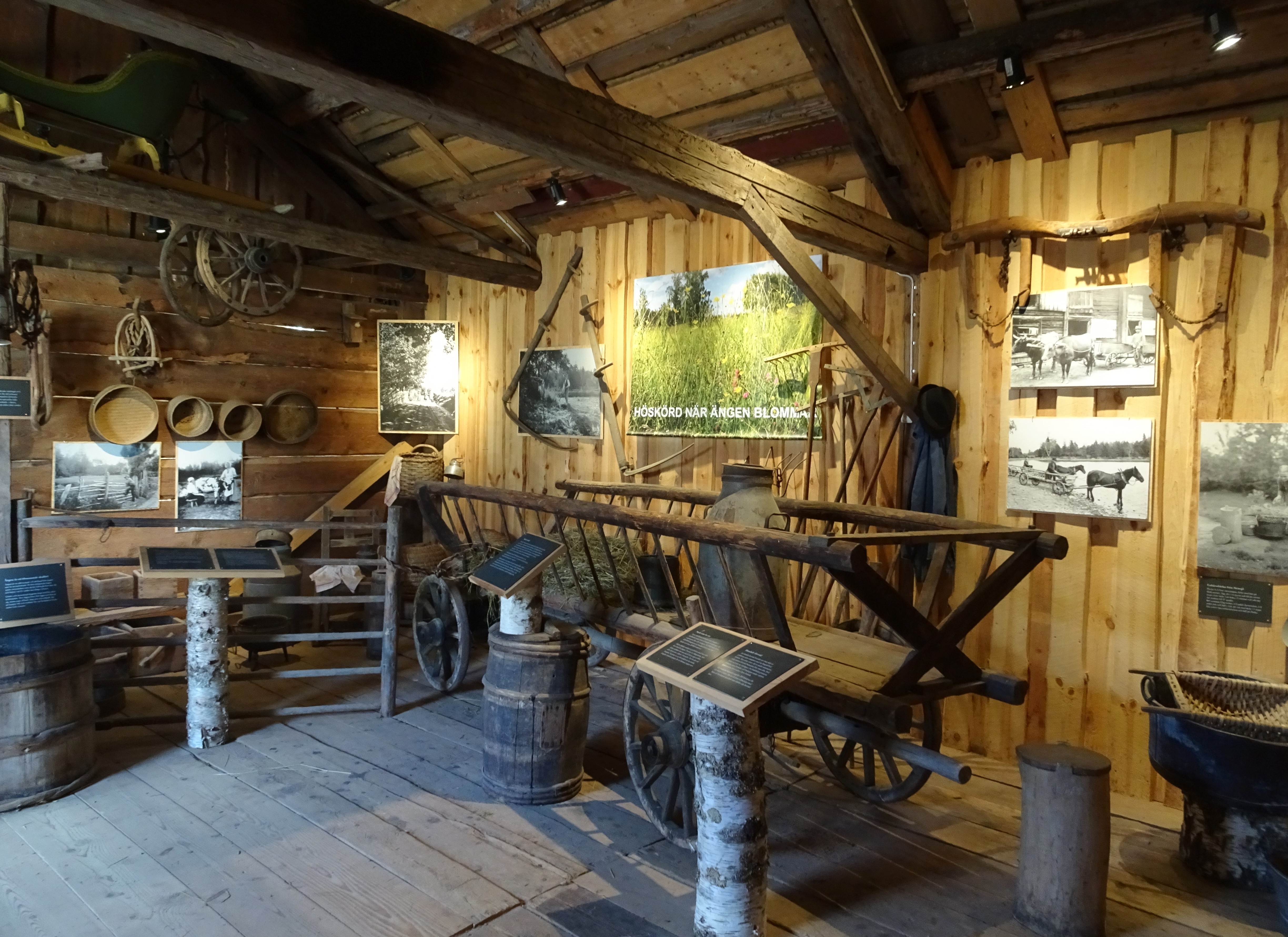
Museet
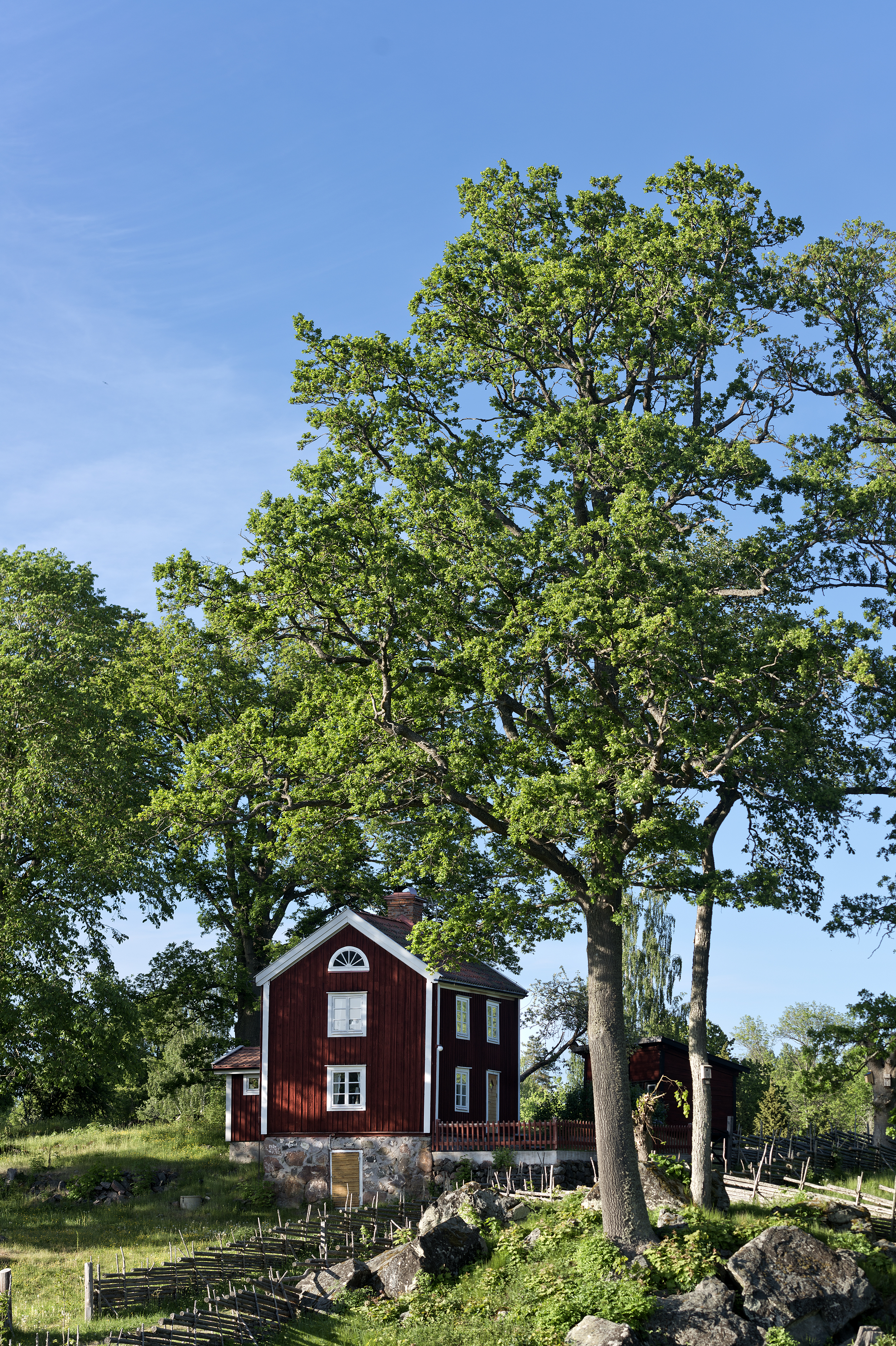
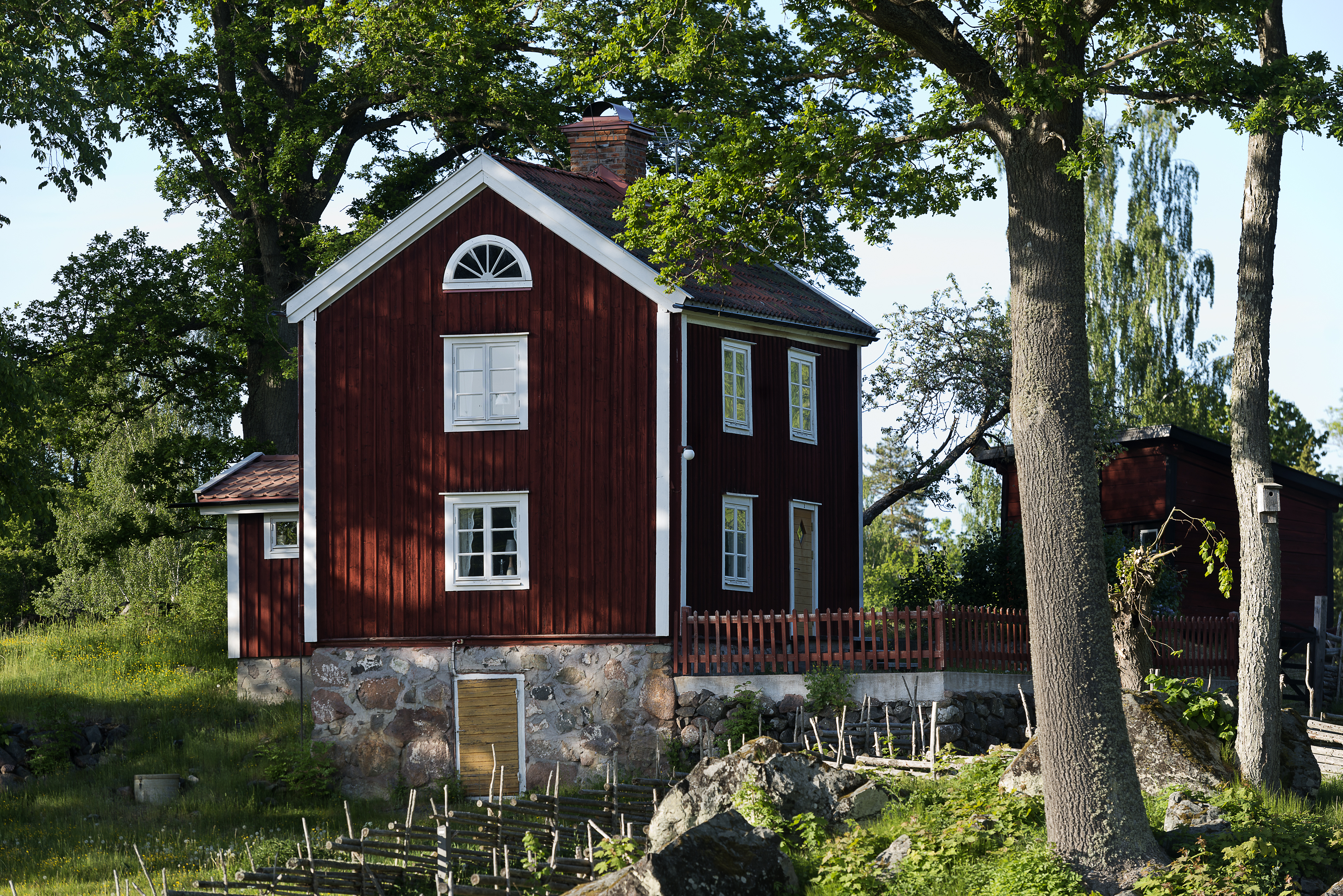
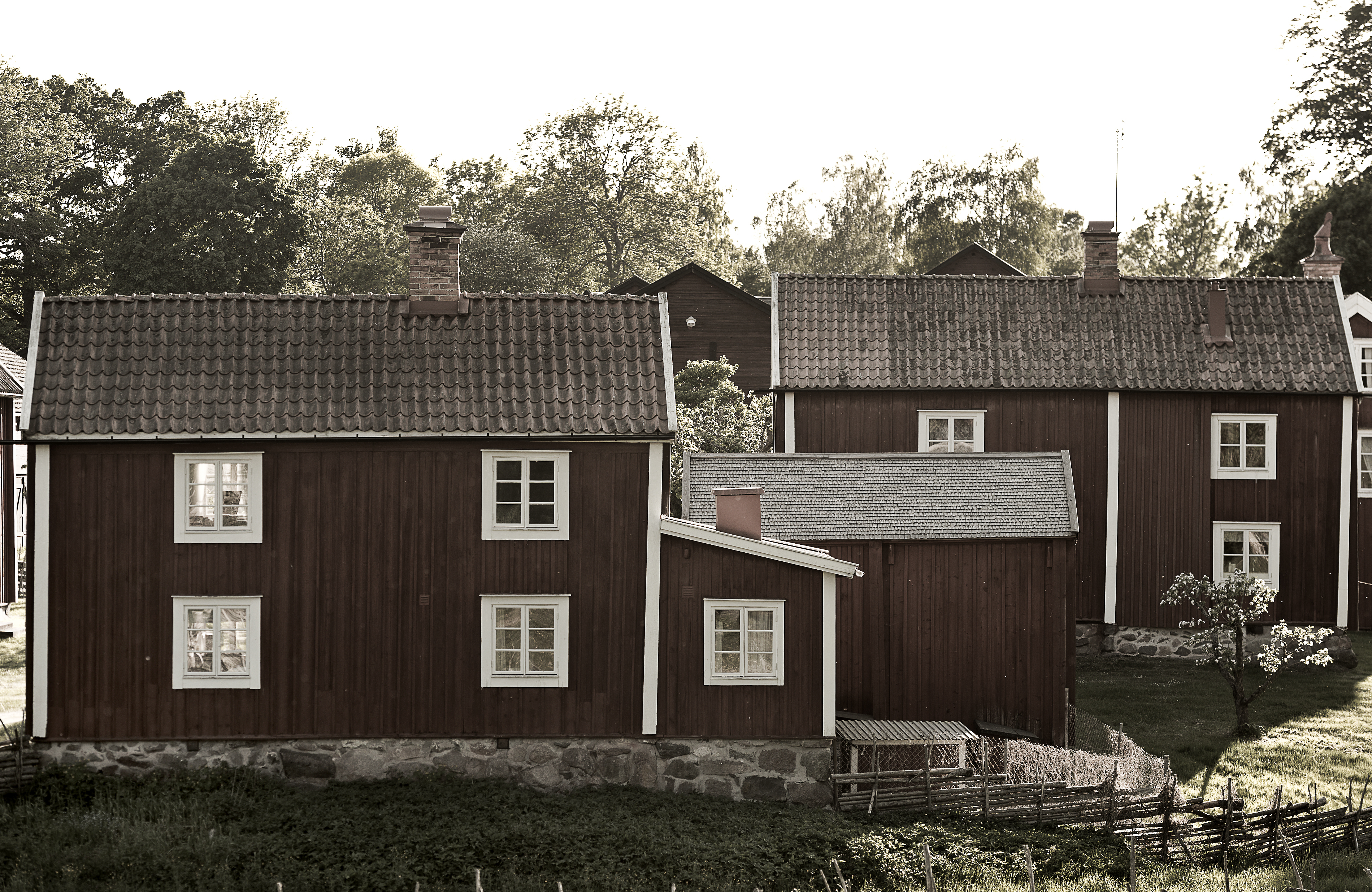